# English Rose
English Rose es un álbum recopilatorio de la banda británica de rock Fleetwood Mac, publicado en 1969 a través de Epic Records solo para el mercado estadounidense. Contiene seis temas extraídos de Mr. Wonderful —disco que no fue publicado en los Estados Unidos—, tres sencillos que solo habían sido publicados en el Reino Unido, dos canciones que fueron grabadas para el futuro Then Play On y una pista escrita por Kirwan exclusivamente para este trabajo.
Obtuvo el puesto 184 en la lista estadounidense Billboard 200, convirtiéndose en el primer disco de la banda en entrar en las listas de mencionado país.
Además, fue lanzado solo meses antes que el recopilatorio The Pious Bird of Good Omen, que solo apareció en el mercado británico y que es muy parecido en la lista de canciones a este. Por otro lado, cabe mencionar que en la portada aparece el baterista Mick Fleetwood vestido de travesti.

## Lista de canciones
| N.º | Título                   | Escritor(es)                | Duración |  |
| 1.  | «Stop Messin' Round»     | Peter Green, Clifford Adams | 2:22     |  |
| 2.  | «Jigsaw Puzzle Blues»    | Danny Kirwan                | 1:36     |  |
| 3.  | «Doctor Brown»           | J.T. Brown, Buster Brown    | 3:46     |  |
| 4.  | «Something Inside of Me» | Kirwan                      | 3:57     |  |
| 5.  | «Evenin' Boogie»         | Jeremy Spencer              | 2:42     |  |
| 6.  | «Love That Burns»        | Green, Adams                | 5:05     |  |
| 7.  | «Black Magic Woman»      | Green                       | 2:48     |  |
| 8.  | «I've Lost My Baby»      | Spencer                     | 4:17     |  |
| 9.  | «One Sunny Day»          | Kirwan                      | 3:12     |  |
| 10. | «Without You»            | Kirwan                      | 4:40     |  |
| 11. | «Coming Home»            | Elmore James                | 2:40     |  |
| 12. | «Albatross»              | Green                       | 3:09     |  |

## Músicos
- Peter Green: voz, guitarra y armónica
- Jeremy Spencer: voz y slide
- Danny Kirwan: guitarra eléctrica y coros
- John McVie: bajo
- Mick Fleetwood: batería